# Josh Kirby
Ronald William „Josh“ Kirby (27. listopadu 1928 Waterloo v Lancashire – 23. října 2001), byl britský ilustrátor.
Studoval v Liverpoolské Městské škole umění, kde získal svou přezdívku – Josh.
Kirby maloval filmové plakáty a obálky knih a časopisů. Vytvořil přes 400 obálek, ale preferoval přebaly knih science fiction. Jeho práce pro Zeměplochu Terryho Pratchetta jsou dobře známé. Takřka výhradně se specializoval na olejomalby.
Smrt Joshe Kirbyho byla sice překvapivá, avšak ve svých 72 letech zemřel přirozeně.